# 찰스 인 차지
《찰스 인 차지》(영어: Charles in Charge)는 1984년부터 1990년까지 방영된 드라마이다.